# Thin Air (album)
Thin Air è un album in studio del cantante britannico Peter Hammill, pubblicato nel 2009.

## Tracce
1. The Mercy – 6:21
2. Your Face on the Street – 5:21
3. Stumbled – 4:48
4. Wrong Way Round – 2:40
5. Ghosts of Planes – 5:23
6. If We Must Part Like This – 4:38
7. Undone – 4:25
8. Diminished – 6:11
9. The Top of the World Club – 7:03